# Flughafen Dalian-Zhoushuizi

i7
i11
i13
Der Flughafen Dalian-Zhoushuizi (chinesisch 大連周水子國際機場 / 大连周水子国际机场, Pinyin Dàlián Zhōushuǐzi Guójì Jīchǎng, IATA-Code: DLC, ICAO-Code: ZYTL) ist ein Flughafen im Straßenviertel Zhoushuizi des Stadtbezirks Ganjingzi in der Stadt Dalian der chinesischen Provinz Liaoning. Der Flughafen wird vom Betreiber als Militärbasis gelistet, Zivil- und Frachtverkehr wird aber ebenfalls über ihn abgewickelt. Die Entfernung zum Stadtzentrum beträgt etwa zehn Kilometer. 2010 wurden vom Flughafen 10.703.640 Passagiere transportiert. Damit ist der Flughafen der mit dem größten Passagieraufkommen in Nordostchina und der 16. landesweit.

## Daten
Der Flughafen liegt zehn Kilometer vom Zentrum Dalians entfernt auf einer Höhe von 33 Metern über NN. Die Start- und Landebahn ist 3300 Meter lang und aus Beton.

## Ziele
Der Flughafen ist ein Luftfahrt-Drehkreuz, unter anderem für China Southern Airlines. Deshalb werden die meisten Flüge in Richtung Japan über diesen Flughafen geleitet. Auch Air China fliegt den Flughafen regelmäßig als Zwischenstation an. Der Flughafen hat außerdem die größte Anzahl an Flügen nach Russland und Japan in ganz China. Internationale Flüge werden hauptsächlich von den großen Airlines China Southern Airlines, Air China, Japan Airlines, All Nippon Airways, Asiana Airlines, Korean Air, TransAsia Airways, Uni Air, und SAT Airlines durchgeführt.

### Liste der internationalen Flugziele
| Zielflughafen | IATA |
| ------------- | ---- |
| Tokyo         | TYO  |
| Osaka         | OSA  |
| Hiroshima     | HIJ  |
| Fukuoka       | FUK  |
| Nagoya        | NGO  |
| Toyama        | TOY  |
| Seoul         | SEL  |
| Jeju          | CJU  |
| Yangyang      | YNY  |
| Bangkok       | BKK  |
| Singapur      | SIN  |
| Kuala Lumpur  | KUL  |
| Wladiwostok   | VVO  |
| Irkutsk       | IKT  |
| Hongkong      | HKG  |
| Macao         | MFM  |
| Taipeh        | TPE  |

## Zwischenfall
Am 7. Mai 2002 war ein Flug der Airline China Northern mit der Nummer 6136 auf der Reise von Peking nach Dalian. Nahe Dalian stürzte er in eine Bucht, alle Insassen starben.